# غوستافو ريفيرا
غوستافو ريفيرا (بالإنجليزية: Gustavo Rivera)‏ (4 يونيو 1993 في بورتوريكو - ) هو لاعب كرة قدم أمريكي في مركز الدفاع. شارك مع منتخب بورتوريكو تحت 20 سنة لكرة القدم ومنتخب بورتوريكو لكرة القدم.

## وصلات خارجية
- غوستافو ريفيرا على موقع الاتحاد الدولي (مؤرشف)  (الإنجليزية)
- غوستافو ريفيرا على موقع قاعدة بيانات كرة القدم.إي يو (الإنجليزية)
- غوستافو ريفيرا على موقع ناشيونال فوتبول تيمز (الإنجليزية)
- غوستافو ريفيرا على موقع Soccerway.com (الإنجليزية)